# Skistodiaptomus reighardi
Skistodiaptomus reighardi is een eenoogkreeftjessoort uit de familie van de Diaptomidae. De wetenschappelijke naam van de soort is voor het eerst geldig gepubliceerd in 1895 door Marsh.